# Catalan oriental

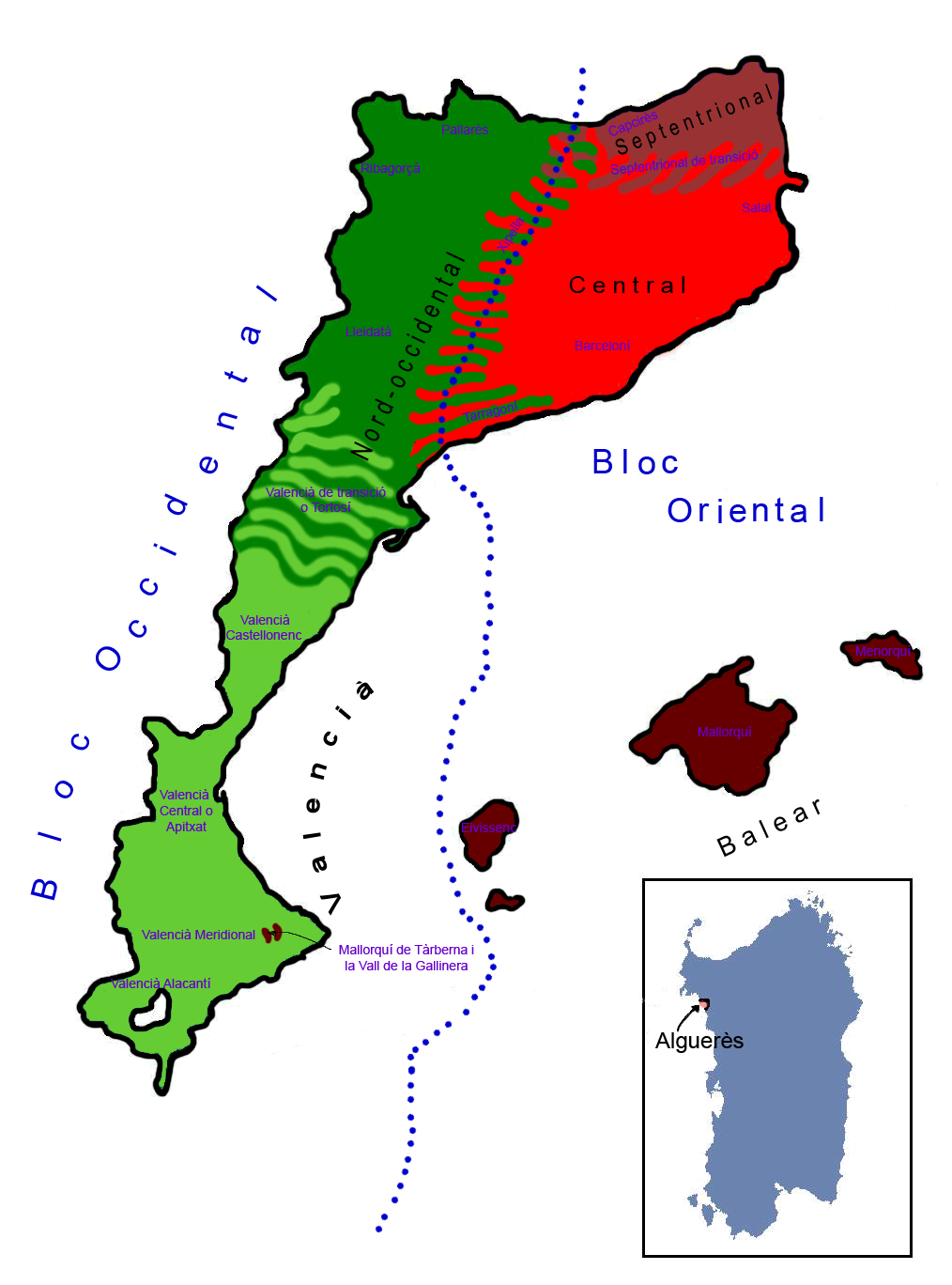
Carte dialectale du catalan. La ligne pointillée est la limite des blocs occidental et oriental.

Le catalan oriental est un groupe dialectal de la langue catalane parlé dans l'est de la Catalogne (dans l'intégralité des provinces de Gérone et de Barcelone, et dans les zones orientales de la province de Tarragone), dans le Roussillon, dans les îles Baléares et à Alghero.
Sa caractéristique la plus notable, dont tous les usagers de la langue sont généralement pleinement conscients, et qui le définit en opposition avec le bloc occidental (qui regroupe les autres dialectes de la langue), est une simplification du vocalisme atone. Ainsi, le catalan oriental neutralise /a/ et /e/ en position atone en /ə/, ainsi que /o/ et /u/ atones en /u/ (sauf à Majorque), alors que l'occidental maintient l'opposition dans les deux cas.
ĭ et ē toniques latins deviennent [ɛ] en catalan central et en roussillonais et [ə] en baléare.

## Dialectes
Sont rattachés au groupe oriental les dialectes suivants :
- Catalan septentrional (ou roussillonais)
  - Capcinois
- Catalan central
  - Catalan septentrional de transition (ca)
  - Salat de la Costa Brava
  - Barcelonais
  - Tarragonais (ca)
  - Xipella
- Baléare
  - Majorquin
  - Minorquin (ca)
  - Ibizois
- Alguérois